# Alekano jezik
Alekano jezik (gafuku, gahuku, gahuku-gama; ISO 639-3: gah), transnovogvinejski jezik skupine kainantu-goroka, kojim govori 25 000 ljudi (1999 SIL) u Papui Novoj Gvineji, u provinciji Eastern Highlands, blizu grada Goroka.
Zajedno s jezicima benabena [bef], dano [aso] i tokano [zuh] čini podskupinu gahuku-benabena. U upotrebi su i tok pisin [tpi] ili engleski. Piše se latinicom..
Pripadnike veoma agresivnog plemena Gahuku izučavao je za vrijeme Drugog svjetskog rata, mladi antropolog Kenneth E. Read, čiji je informant bio domorodac Makis

## Vanjske poveznice
- Ethnologue (14th)
- Ethnologue (15th)